# Туолемі (річка)
Туо́лемі (англ. Tuolumne River) — одна з головних річок, що збирають воду з західних схилів гірського ланцюга Сьєрра-Невада у Каліфорнії. 
Ця річка дещо більший північний сусід річки Мерсед, обидві річки починаються у Національному парку Йосеміті. Протягом кількох льодовикових періодів, льодовики вирізали долини як річки Мерсед, так і річки Туолемі, через територію сучасного парку Йосеміті.

## Каскад ГЕС
На річці розташовано  ГЕС Кірквуд, ГЕС Moccasin, ГЕС Дон-Педро, ГЕС La Grange.